# Ruth Gipps
Ruth Dorothy Louisa ("Wid") Gipps (20 de febrero de 1921 – 23 de febrero de 1999) fue una compositora, oboísta, pianista, directora de orquesta y profesora de música inglesa. Compuso música en una amplia gama de géneros, incluidas cinco sinfonías, siete conciertos y numerosas obras de cámara y corales. Fundó la London Repertoire Orchestra y la Orquesta Chanticleer y se desempeñó como directora y directora musical del Coro de la Ciudad de Birmingham. Más adelante fue la presidenta del Composers' Guild of Great Britain.

## Vida
Gipps nació en el 20 de febrero de 1921, en el número 14 de Parkhurst Road, Bexhill-on-Sea, Inglaterra. Su padre, Bryan Gipps (1877-1956), fue un hombre de negocios, profesor de inglés en Alemania y más tarde funcionario de la Junta de Comercio; era un violinista y y miembro de una familia de militares. Su madre fue la profesora de piano Hélène Bettina, de soltera Johner, de Basilea, Suiza. Sus padres se casaron en 1907, habiéndose conocido en el Conservatorio de Frankfurt, donde Hélène había estudiado y dado clases. En ese mismo conservatorio Bryan estudió violín, contradiciendo los deseos de su familia. Gipps tenía dos hermanos mayores, Ernest (1910-2001), violinista, y Laura (1908-1962), también música. La familia Gipps tenía raíces en Kent y descendía del boticario, comerciante de lúpulo, banquero y político del siglo XVIII George Gipps; Sir George Gipps, gobernador de Nueva Gales del Sur desde 1838 hasta 1846, era un pariente. Cuando se casó, Bryan Gipps había iniciado un pequeño negocio que permitía que su esposa se concentrara en su música. Después de unos años, el negocio fracasó y se mudaron a Alemania, donde enseñó inglés. Cuando se mudaron a Bexhill-on-Sea al estallar la Primera Guerra Mundial en 1914, y su madre era la principal proveedora de la casa, lo cual era inusual para la época; lo que junto con la idiosincrasia de Hélène atrajo algo de atención. El hogar familiar era la Escuela de Música Bexhill, de la cual Hélène era directora. Su padre eventualmente se convirtió en funcionario de la Junta de Comercio, y también, en 1788, fue el heredero principal, a través de su madre, Louisa Goulburn Thomas, de la propiedad Carmarthenshire y Kent de Richard Thomas, de Hollingbourne, cerca de Maidstone, Kent, y de Cystanog, High Sheriff de Carmarthenshire. Ruth fue una niña prodigio, ganó concursos de interpretación en los que era considerablemente más joven que el resto de los estudiantes. Después de interpretar su primera composición a la edad de 8 años en uno de los muchos festivales de música en los que participó, la obra fue comprada por una editorial por una guinea y media. Ganar un concurso de conciertos con la Orquesta Municipal de Hastings inició su carrera como intérprete de manera seria.
En 1937 Gipps ingresó al Royal College of Music, donde estudió oboe con Léon Goossens, piano con Arthur Alexander y composición con Gordon Jacob, y más tarde con Ralph Vaughan Williams. Varias de sus obras se estrenaron allí. Continuó sus estudios en la Universidad de Durham, lo que la llevó a conocer a su futuro esposo, el clarinetista Robert Baker. A los 26 años, por su obra The Cat se convirtió en la mujer británica más joven en recibir un doctorado en música.

## Carrera
Fue una consumada música, como solista tanto en oboe como en piano, así como una prolífica compositora. Su repertorio incluyó obras como el Concierto para piano de Arthur Bliss y The Rio Grande de Constant Lambert. Cuando tenía 33 años, una lesión en el hombro puso fin a su carrera como intérprete y decidió centrar sus energías en la dirección y la composición.
Un éxito temprano se produjo cuando Sir Henry Wood dirigió su poema sinfónico Knight in Armor en la Last Night of the Proms en 1942. La música de Gipps está marcada por un hábil uso del color instrumental y muestra a menudo la influencia de Vaughan Williams, rechazando las tendencias de la música moderna de vanguardia como el serialismo y la música dodecafónica. Consideró sus obras orquestales, sus cinco sinfonías en particular, como sus mejores obras. También produjo dos importantes conciertos para piano. Después de la guerra, Gipps centró su atención en la música de cámara, y en 1956 ganó el Premio Cobbett de la Sociedad de Mujeres Músicas por su Sonata para clarinete, op. 45. En marzo de 1945, interpretó el Concierto para piano n.º 1 de Glazunov con la Orquesta de la ciudad de Birmingham como solista y, en el mismo programa, interpretando  el corno inglés en su propia Sinfonía n.º 1 bajo la batuta de George Weldon.
Su carrera inicial se vio fuertemente afectada por la discriminación contra las mujeres en los rangos de la música dominados por hombres (y particularmente en la composición), por parte de profesores y jueces, así como del mundo de la crítica musical. Debido a ello, desarrolló una personalidad dura que muchos encontraron desagradable y una feroz determinación por demostrar su valía a través de su trabajo.
Fundó la London Repertoire Orchestra en 1955 como una oportunidad para que los jóvenes músicos profesionales se expusieran a una amplia gama de música. En 1957 dirigió la Orquesta Pro Arte. Más tarde, en 1961, fundó la Orquesta Chanticleer, una agrupación profesional que incluía una obra de un compositor vivo en cada uno de sus programas, a menudo una interpretación de estreno. Entre ellos estuvo la primera interpretación en Londres en septiembre de 1972 del Concierto para violonchelo de Sir Arthur Bliss en el que el violonchelista Julian Lloyd Webber hizo su debut profesional en el Queen Elizabeth Hall. Más tarde ocupó puestos docentes en el Trinity College de Londres (1959 a 1966), el Royal College of Music (1967 a 1977) y luego en el Kingston Polytechnic en Gypsy Hill. En 1967 fue nombrada presidenta del Gremio de Compositores de Gran Bretaña.
En Londres, su dirección era 20 Heathcote Road, St Margaret's, Twickenham. Tras su jubilación, Gipps volvió a Sussex, viviendo en Tickerage Castle cerca de Framfield hasta su muerte en 1999, a los 78 años, tras sufrir los efectos del cáncer y un derrame cerebral. Su hijo, Lance Baker, es trompetista y orquestador profesional.

## Obra musical
Estilísticamente, Gipps es una compositora del romanticismo musical, tanto en el sentido de sus composiciones como en su elección de inspiración extramusical (por ejemplo, el poema sinfónico Knight in Armor ). Aunque su música no es típicamente pastoral desde una perspectiva programática, Gipps estaba muy influenciada con la escuela pastoralista inglesa de principios del siglo XX, en particular de su antiguo maestro Vaughan Williams; pero también con otras figuras, incluido Arthur Bliss (a quien dedicó si Cuarta Sinfonía); su contemporáneo Malcolm Arnold y George Weldon también fueron influyentes. Su estilo tonal conservador la colocó en desacuerdo con las tendencias musicales contemporáneas como el serialismo, del cual fue muy crítica.

### Obras seleccionadas
Orquesta
- Variaciones sobre "Non nobis" de Byrd, para pequeña orquesta, op. 7 (1942)
- Knight in Armour, poema sinfónico, op. 8 (1942)
- Sea Nymph, ballet para pequeña orquesta (o para dos pianos), op. 14 (1941?)
- Sinfonía n.° 1 en fa menor, op. 22 (1942)
- Death on a Pale Horse, poema sinfónico, op. 25 (1943)
- Obertura Chanticleer, op. 28 (1944)
- Suite The Chinese Cabinet para orquesta, op. 29 (1945)
- Sinfonía n.° 2 (en un movimiento), op. 30 (1945)
- Mahomet and the Cat, op. 32 (1947)
- Canción para orquesta, op. 33 (1948)
- Cringlemire Garden, Impresión para orquesta de cuerdas, op. 39 (1952)
- Coronation Procession para orquesta, op. 41 (1953)
- Suite Kensington Garden, op. 2, versión orquestal (1953; original para oboe y piano, 1938)
- Obertura del desfile El arcoíris, op. 44 (1954)
- Sinfonía núm. 3, op. 57 (1965)
- Sinfonía núm. 4, op. 61 (1972)
- Sinfonía núm. 5, op. 64 (1982)
- Ambarvalia para pequeña orquesta, op. 70 (1988)

Obra concertante
- Concierto para clarinete y orquesta, op. 9 (1940).[24][25]
- Jane Grey, fantasía para viola y orquesta de cuerdas (o piano), op. 15 (1940)
- Concierto para oboe y orquesta en re menor, op. 20 (1941, estrenada por la Modern Symphony Orchestra bajo la dirección de Arthur Dennington en la temporada 1941/42)
- Concierto para violín y orquesta en si bemol mayor, op. 24 (1943, estrenada el 02.05.1944 con la Modern Symphony Orchestra dirigida por Arthur Dennington y el hermano del compositor Bryan como solista)[26]
- Concierto para piano y orquesta en sol menor, op. 34 (1948)
- Concierto para violín, viola y pequeña orquesta, op. 49 (1957)
- Concierto para trompa y orquesta, op. 58 (1968)
- Leviathan para contrafagot y orquesta de cámara, op. 59 (1969)
- Introduction and Carol: The Ox and the Ass para contrabajo y orquesta de cámara, op. 71 (1996)
- Threnody para corno inglés y piano, op. 74, versión para corno inglés, cuerdas y arpa (1990)

Música de cámara
- Kensington Garden Suite para oboe y piano, op. 2 (1938)
- Suite Sea-Shore para oboe y piano, op. 3b (1939)
- Chamois para 2 violines y piano, op. 3c (1939)
- Honey-Colored Cow para fagot y piano, op. 3d (1938)
- Sonata n.º 1 para oboe y piano en sol menor, op. 5 (1939)
- The Kelpie Of Corrievreckan para clarinete y piano, op. 5b (1939)
- Pixie Caravan para flauta y piano (1939)
- Rowan para flauta y piano (1940)
- Trío para oboe, clarinete y piano, op. 10 (1940)
- The Piper of Dreams para oboe solo, op. 12b (1940)
- Sea-Weed Song para corno inglés y piano, op. 12c (1940)
- Suite para 2 violines, op. 12d (1940)
- Elephant God para clarinete y percusión, op. 12e (1940)
- Sabrina, Cuarteto de cuerda en un movimiento, op. 13 (1940)
- Quinteto para oboe, clarinete, violín, viola y violonchelo, op. 16 (1941)
- Brocade, cuarteto para piano, op. 17 (1941)
- Rhapsody en mi ♭ para quinteto de clarinete, op. 23 (1942)
- Rhapsody para violín y piano, op. 27a (1943)
- Scherzo: The Three Billy Goats Gruff para oboe, trompa y fagot, op. 27b
- Sonata para violín y piano, op. 42 (1954)
- Sonata para clarinete y piano, op. 45 (1955)
- Fantasía lírica para viola y piano, op. 46 (1955)
- Cuarteto de cuerda, op. 47 (1956)
- Evocation para violín y piano, op. 48 (1956)
- Preludio para clarinete bajo solo (o clarinete en si♭ ), op. 51 (1958)
- Seascape para 2 flautas, oboe, corno inglés, 2 clarinetes, 2 fagotes y 2 trompas, op. 53 (1958)
- ATarradiddle para 2 cuernos, op. 54 (1959)
- Sonatina para trompa y piano, op. 56 (1960)
- Triton para trompa y piano, op. 60 (1970)
- Sonata para violonchelo y piano, op. 63 (1978)
- Octeto para 2 oboes, 2 clarinetes, 2 fagotes y 2 trompas, op. 65 (1983)
- Sonata n.º 2 para oboe y piano, op. 66 (1985)
- The Saint Francis Window para flauta contralto y piano, op. 67 (1986)
- The Riders of Rohan para trombón y piano (1987)
- Scherzo y Adagio para violonchelo solo, op. 68 (1987)
- Sinfonietta para 10 vientos y percusión, op. 73 (1989)
- Threnody para corno inglés y piano (u órgano), op. 74 (1990)
- The Pony Cart para flauta, trompa y piano, op. 75 (1990)
- A Wealden Suite, cuarteto para mi ♭, si ♭, la y clarinetes bajos, op. 76 (1991)
- Cool Running Water para flauta baja y piano, op. 77 (1991)
- Pan and Apollo para 2 oboes, corno inglés y arpa, op. 78 (1992)
- Sonata para trombón alto (o trompa) y piano, op. 80 (1995)
- Sonata para contrabajo y piano, op. 81 (1986)

Piano
- The Fairy Shoemaker (1929)
- Sea Nymph, ballet para pequeña orquesta (o para dos pianos), op. 14 (1941) ? )
- Conversation para 2 pianos, op. 36 (1950)
- Tema y variaciones, op. 57a (1965) (transcripción de la Sinfonía n.° 3, tercer movimiento)
- Opalescence, Op. 72 (1989)

Coral
- Mazeppa's Ride para coro femenino y orquesta, op. 1
- The Cat, Cantata para alto, barítono, doble coro mixto y orquesta, op. 32 (1947)
- Goblin Market para 2 sopranos, coro femenino y orquesta de cuerdas (o piano), op. 40 (1953)
- An Easter Carol para soprano, coro mixto y piano u órgano, op. 52 (1958)
- Magnificat and Nunc dimittis para coro mixto y órgano, op. 55 (1959)
- Gloria in excelsis para unísono, coro y órgano, op. 62 (1977)
- A Service for Holy Communion para coro mixto y órgano, op. 62a (1974)

Vocal
- Four Baritone Songs para barítono y piano, op. 4b (1939)
- Heaven para voz alta y piano (1939)
- Four Songs of Youth para tenor y piano (1940)
- Two Songs para soprano y piano, op. 11 (1940)
- Rhapsody para soprano sin palabras y pequeña orquesta, op. 18
- Ducks para soprano, flauta, violonchelo y piano, op. 19 (1941)
- The Song of the Narcissus para soprano y piano, op. 37 (1951)
- Three Incantations para soprano y arpa, op. 50 (1957)
- The Lady of the Lambs para soprano y quinteto de viento, op. 79 (1992)

## Discografía selecta
Las grabaciones de la música de Ruth Gipps incluyen:
- Cello Sonata, Theme & Variations for piano, Opalescence, Double Bass Sonata. Joseph Spooner (cello), David Heyes (double bass), Duncan Honeybourne (piano). Prima Facie (2021)
- Clarinet Sonata, Quintet for Oboe, Clarinet and String Trio, Op.16. Peter Cigleris (clarinet), Gareth Hulse  (oboe), Duncan Honeybourne (piano), Tippett Quartet. SOMM (2021)
- Clarinet Concerto, Op. 9. Robert Plane, BBC Scottish Symphony Orchestra, dirigida por Martyn Brabbins, 2020[27]
- Cringlemire Garden, Op. 39. Southwest German Chamber Orchestra, Douglas Bostock, CPO Records 2021 (with collection of other British string works)
- Horn Concerto, Op. 58. David Pyatt (horn), London Philharmonic Orchestra dirigida por Nicholas Braithwaite, Lyrita, 2007[28]
- Octet for Wind, Op. 65 (2nd movement), Pan and Apollo, Op. 78. Members of BBC National Orchestra of Wales, broadcast 12/3/2021
- Piano Concerto, Op. 34, Theme and Variations for piano, Op. 57a, Opalescence, Op. 72. Angela Brownridge (piano), Malta Philharmonic Orchestra dirigida por Michael Laus, Cameo Classics, 2014[29]
- Piano Concerto, Op 34, Ambarvalia, Op 70. Royal Liverpool Philharmonic Orchestra dirigida por Charles Peebles, soloist Murray McLachlan. SOMMCD 273, 2019
- Seascape, Op. 53, Sinfonietta, Op. 73. Erie County Chamber Winds dirigida por Rick Fleming. Mark Records, 2013
- Symphony No 2, Op. 30. Munich Symphony Orchestra, dirigida por Douglas Bostock, ClassicO, 1999[30]
- Symphony No 2, Op. 30, Symphony No 4. Op. 61, Knight in Armour, Op. 8, Song for Orchestra, Op. 33. BBC National Orchestra of Wales, dirigida por Rumon Gamba, Chandos, 2018[31]
- Symphony No 3, Op. 57. BBC Scottish Symphony Orchestra dirigida por Ruth Gipps, transmitido el 29 de octubre de 1969
- Symphony No 3, Op. 57. BBC Philharmonic Orchestra, dirigida por Rumon Gamba, transmitido el 9 de octubre de 2020
- Symphony No 5, Op. 64. London Repertoire Orchestra, dirigida por Ruth Gipps, grabación de la interpretación en 1983